# Premio Emmy Internacional a la mejor actriz
El Premio Emmy Internacional a la mejor actriz (International Emmy Award for Best Performance by an Actress) es otorga desde 2005 por la Academia Internacional de Artes y Ciencias de la Televisión (IATAS) a la mejor interpretación femenina en un programa de ficción realizado para televisión.
Desde su creación, el premio ha sido otorgado a 17 actrices. Lou de Laâge es la actual ganadora de esta categoría, por su interpretación como Eugénie Cléry en El baile de las locas. Julie Walters ha ganado la mayor cantidad de premios, dos veces.

## Múltiples premios
| Total | Actriz        |
| ----- | ------------- |
| 2     | Julie Walters |

## Múltiples nominaciones
| Total | Actriz               |
| ----- | -------------------- |
| 2     | Adriana Esteves      |
| 2     | Anneke von der Lippe |
| 2     | Fernanda Montenegro  |
| 2     | Julie Walters        |
| 2     | Lília Cabral         |
| 2     | Lucy Cohu            |
| 2     | Sheridan Smith       |
| 2     | Thuso Mbedu          |

## Ganadores y nominados
| Año       | Actriz                                            | Trabajo                               | País         |
| --------- | ------------------------------------------------- | ------------------------------------- | ------------ |
| Años 2000 |                                                   |                                       |              |
| 2005      | He Lin como Axiu                                  | Slave Mother                          | China        |
| 2005      | Anneke von der Lippe como Tove Steen              | Ved kongens bord                      | Noruega      |
| 2005      | Carolina Oliveira como Maria                      | Hoje É Dia de Maria                   | Brasil       |
| 2005      | Catherine Tate como varios personajes             | The Catherine Tate Show               | Reino Unido  |
| 2006      | Maryam Hassouni como Laila al Gatawi              | Offers                                | Países Bajos |
| 2006      | Heike Makatsch como Margarete Steiff              | Margarete Steiff – A Story of Courage | Alemania     |
| 2006      | Imelda Staunton como Louisa Durrell               | My Family and Other Animals           | Reino Unido  |
| 2006      | Lucy Cohu como Margarita del Reino Unido          | The Queen's Sister                    | Reino Unido  |
| 2007      | Muriel Robin como Marie Besnard                   | Marie Besnard, l'empoisonneuse        | Francia      |
| 2007      | Lília Cabral como Marta Toledo Flores             | Páginas da Vida                       | Brasil       |
| 2007      | Brenda Ngxoli como Vuyo Radebe                    | Home Affairs                          | Sudáfrica    |
| 2007      | Victoria Wood como Nella Last                     | Housewife, 49                         | Reino Unido  |
| 2008      | Lucy Cohu como Liz                                | Forgiven                              | Reino Unido  |
| 2008      | Irene Ravache como Loreta O'Neill                 | Eterna Magia                          | Brasil       |
| 2008      | Sofie Gråbøl como Sarah Lund                      | The Killing                           | Dinamarca    |
| 2008      | Zhibo Yuan como Runyue                            | Wait for the Birth of the Husband     | China        |
| 2009      | Julie Walters como Drª. Anne Turner               | A Short Stay in Switzerland           | Reino Unido  |
| 2009      | Cecilia Suárez como La Bambi                      | Capadocia                             | México       |
| 2009      | Angel Locsin como Lyka Raymundo-Ortega            | Lobo                                  | Filipinas    |
| 2009      | Emma de Caunes como Marie Manikowski              | Rien dans les poches                  | Francia      |
| Años 2010 |                                                   |                                       |              |
| 2010      | Helena Bonham Carter como Enid Blyton             | Enid                                  | Reino Unido  |
| 2010      | Lília Cabral como Teresa                          | Viver a Vida                          | Brasil       |
| 2010      | Iris Berben como Bertha Krupp                     | Krupp - Eine deutsche Familie         | Alemania     |
| 2010      | Lerato Mvelase como Katlego Mbatha                | Home Affairs                          | Sudáfrica    |
| 2011      | Julie Walters como Mo Mowlam                      | Mo                                    | Reino Unido  |
| 2011      | Adriana Esteves como Dalva de Oliveira            | Dalva e Herivelto: uma Canção de Amor | Brasil       |
| 2011      | Noomi Rapace como Lisbeth Salander                | Millennium                            | Suecia       |
| 2011      | Athena Chu como Tai Mung                          | A Wall-less World                     | Hong Kong    |
| 2012      | Cristina Banegas como Paula                       | Televisión por la inclusión           | Argentina    |
| 2012      | Sidse Babett Knudsen como Birgitte Nyborg         | Borgen                                | Dinamarca    |
| 2012      | Rina Sa como Esposa de Zhao Lao Ga                | Zhong guo di                          | China        |
| 2012      | Joanna Vanderham como Cathy Connor                | The Runaway                           | Reino Unido  |
| 2013      | Fernanda Montenegro como Dona Picucha             | Doce de Mãe                           | Brasil       |
| 2013      | Sun Li como Zhen Huan                             | The Legend of Zhen Huan               | China        |
| 2013      | Sheridan Smith como Charmian Biggs                | Mrs Biggs                             | Reino Unido  |
| 2013      | Lotta Tejle como Majlis                           | 30 Degrees In February                | Suecia       |
| 2014      | Bianca Krijgsman como Mirte                       | De Nieuwe Wereld                      | Países Bajos |
| 2014      | Tuba Büyüküstün como Melek Halaskar               | 20 Dakika                             | Turquía      |
| 2014      | Olivia Colman como Ellie Miller                   | Broadchurch                           | Reino Unido  |
| 2014      | Romina Gaetani como Jorgelina                     | Televisión por la justicia            | Argentina    |
| 2015      | Anneke von der Lippe como Helen Sikkeland         | Øyevitne                              | Noruega      |
| 2015      | Fernanda Montenegro como Dona Picucha             | Doce de Mãe                           | Brasil       |
| 2015      | Sheridan Smith como Cilla Black                   | Cilla                                 | Reino Unido  |
| 2016      | Christiane Paul como Elke Seeberg                 | Unterm Radar                          | Alemania     |
| 2016      | Grazi Massafera como Larissa Ramos                | Verdades Secretas                     | Brasil       |
| 2016      | Jodi Sta. Maria como Amor de Jesus-Powers         | La promesa                            | Filipinas    |
| 2016      | Judi Dench como Sra. Lavinia Silver               | Roald Dahl's Esio Trot                | Reino Unido  |
| 2017      | Anna Friel como Marcella Backland                 | Marcella                              | Reino Unido  |
| 2017      | Sonja Gerhardt como Monika Schöllack              | Ku'damm 56                            | Alemania     |
| 2017      | Adriana Esteves como Fátima                       | Justiça                               | Brasil       |
| 2017      | Thuso Mbedu como Winnie                           | Is'Thunzi                             | Sudáfrica    |
| 2018      | Anna Schudt como Gaby Köster                      | Ein Schnupfen hätte auch gereicht     | Alemania     |
| 2018      | Emily Watson como Dra. Yvonne Carmichael          | Apple Tree Yard                       | Reino Unido  |
| 2018      | Denise Weinberg como Denise Dell Pizzo            | Psi                                   | Brasil       |
| 2018      | Thuso Mbedu como Winnie                           | Is'Thunzi                             | Sudáfrica    |
| 2019      | Marina Gera como Irén                             | Örök tél                              | Hungria      |
| 2019      | Radhika Apte como Kalindi                         | Lust Stories                          | India        |
| 2019      | Jenna Coleman como Joanna Lindsay                 | The Cry                               | Reino Unido  |
| 2019      | Marjorie Estiano como Dra. Carolina Alencar       | Sob Pressão                           | Brasil       |
| Años 2020 |                                                   |                                       |              |
| 2020      | Glenda Jackson como Maud Horsham                  | Elizabeth Is Missing                  | Reino Unido  |
| 2020      | Emma Bading como Jennifer Reitwein                | Play                                  | Alemania     |
| 2020      | Andrea Beltrão como Hebe Camargo                  | Hebe                                  | Brasil       |
| 2020      | Yeo Yann Yann como Lian                           | Invisible Stories                     | Singapur     |
| 2021      | Hayley Squires como Jolene Dollar                 | Adult Material                        | Reino Unido  |
| 2021      | Valeria Bertuccelli como María "Marie" Vázquez    | El cuaderno de Tomy                   | Argentina    |
| 2021      | Ane Gabarain como Miren Uzkudun                   | Pátria                                | España       |
| 2021      | Menna Shalabi como Nour                           | Every week on a Friday                | Egipto       |
| 2022      | Lou de Laâge como Eugénie Cléry                   | El baile de las locas                 | Francia      |
| 2022      | Céline Buckens como Talitha Campbell              | Showtrial                             | Reino Unido  |
| 2022      | Letícia Colin como Dra. Amanda Vergueiro Meireles | Onde Está Meu Coração                 | Brasil       |
| 2022      | Kim Engelbrecht como Reyka Gama                   | Reyka                                 | Sudáfrica    |